# سی اوبری اسمیت
سی اوبری اسمیت (انگلیسی: C. Aubrey Smith؛ ۲۱ ژوئیهٔ ۱۸۶۳ – ۲۰ دسامبر ۱۹۴۸) ورزشکار و بازیکن کریکت اهل کشور بریتانیا بود که به بازیگری در تئاتر و سینما پرداخت.

## قسمتی از فیلمشناسی
- جمع اضداد محال است
- پالی هنرمند سیرک
- زندگی بنگال لانسر
- ربه‌کا
- دردسر در بهشت
- تارزان مرد گوریلی
- جنگ‌های صلیبی
- توفند
- شکوه صبح
- مادام کوری
- دکتر جکیل و آقای هاید
- بالالایکا
- رومئو و ژولیت
- کلئوپاترا
- چهار پر
- هورن بازرگان
- خانه روتشیلت، یه مرد لاغر دیگه
- امشب عاشقم باش، نمایش مردم
- زنان کوچک
- لویدز لندن
- ملکه کریستینا
- چهار مرد و یک نیت خیر
- سپس هیچ‌کدام باقی نماندند
- اسرار
- پسر هند
- کلایو هند
- تونل